# LP3 (album)
LP3 – piąty album studyjny amerykańskiej grupy muzycznej Ratatat. Wydawnictwo ukazało się 8 lipca 2008 roku nakładem wytwórni muzycznej XL Recordings. Płyta dotarła do 82. miejsca listy Billboard 200 w Stanach Zjednoczonych.

## Lista utworów
1. „Shiller” – 4:18
2. „Falcon Jab” – 3:55
3. „Mi Viejo” – 2:40
4. „Mirando” – 3:52
5. „Flynn” – 1:56
6. „Bird-Priest” – 3:07
7. „Shempi” – 3:58
8. „Imperials” – 3:34
9. „Dura” – 3:08
10. „Bruleé” – 3:43
11. „Mumtaz Khan” – 2:38
12. „Gipsy Threat” – 1:38
13. „Black Heroes” – 4:06